# 柴漬
1. 漬物の一種。本項で解説する。
2. 柴漬（ふしづけ）は、柴を束ねて水に沈め、中に入った魚を捕らえる方法。
3. 処刑方法の一種。罪人を柴で包んで縛り上げ、重りをつけて水底に沈める。

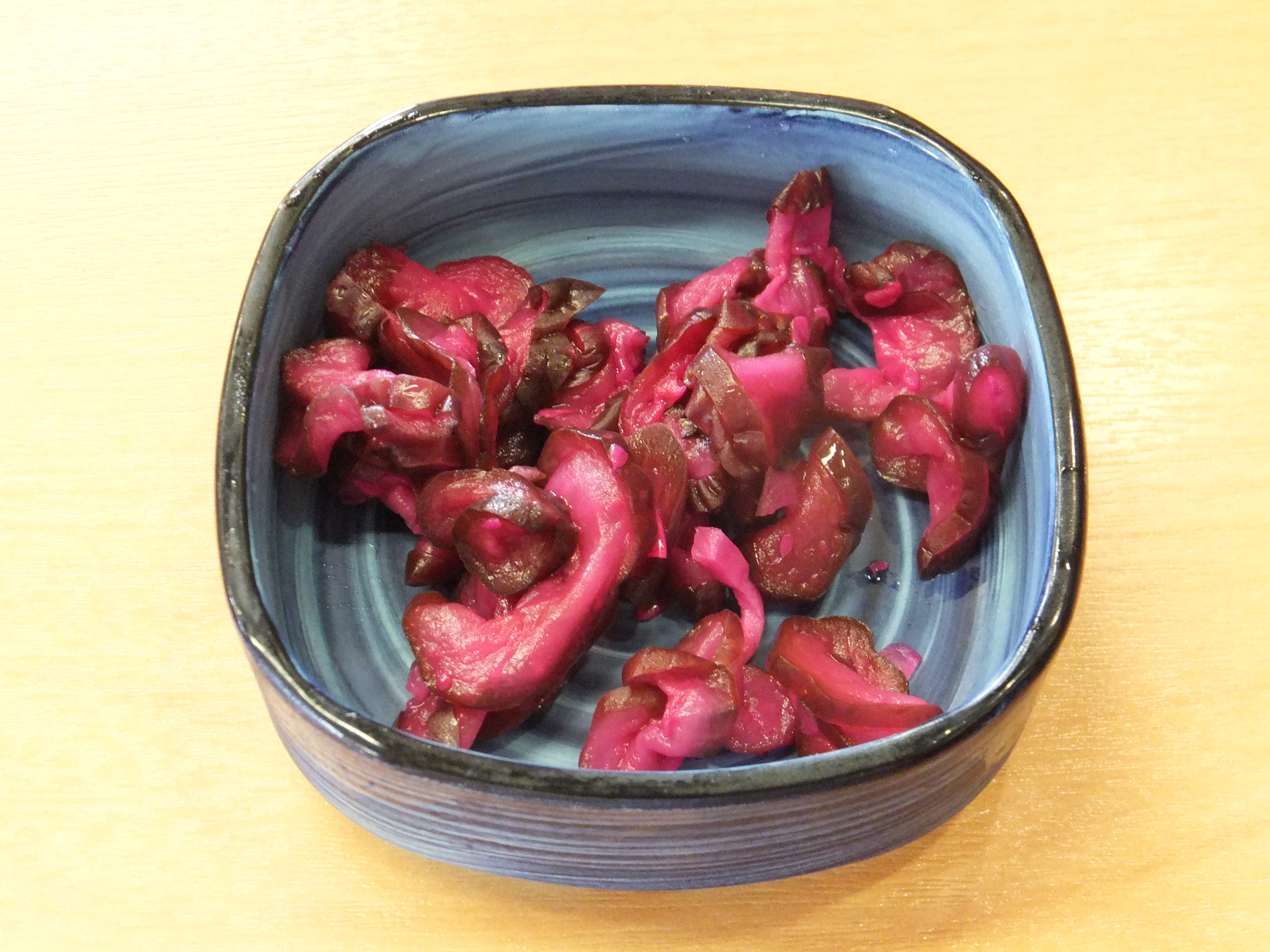
吉野家の柴漬

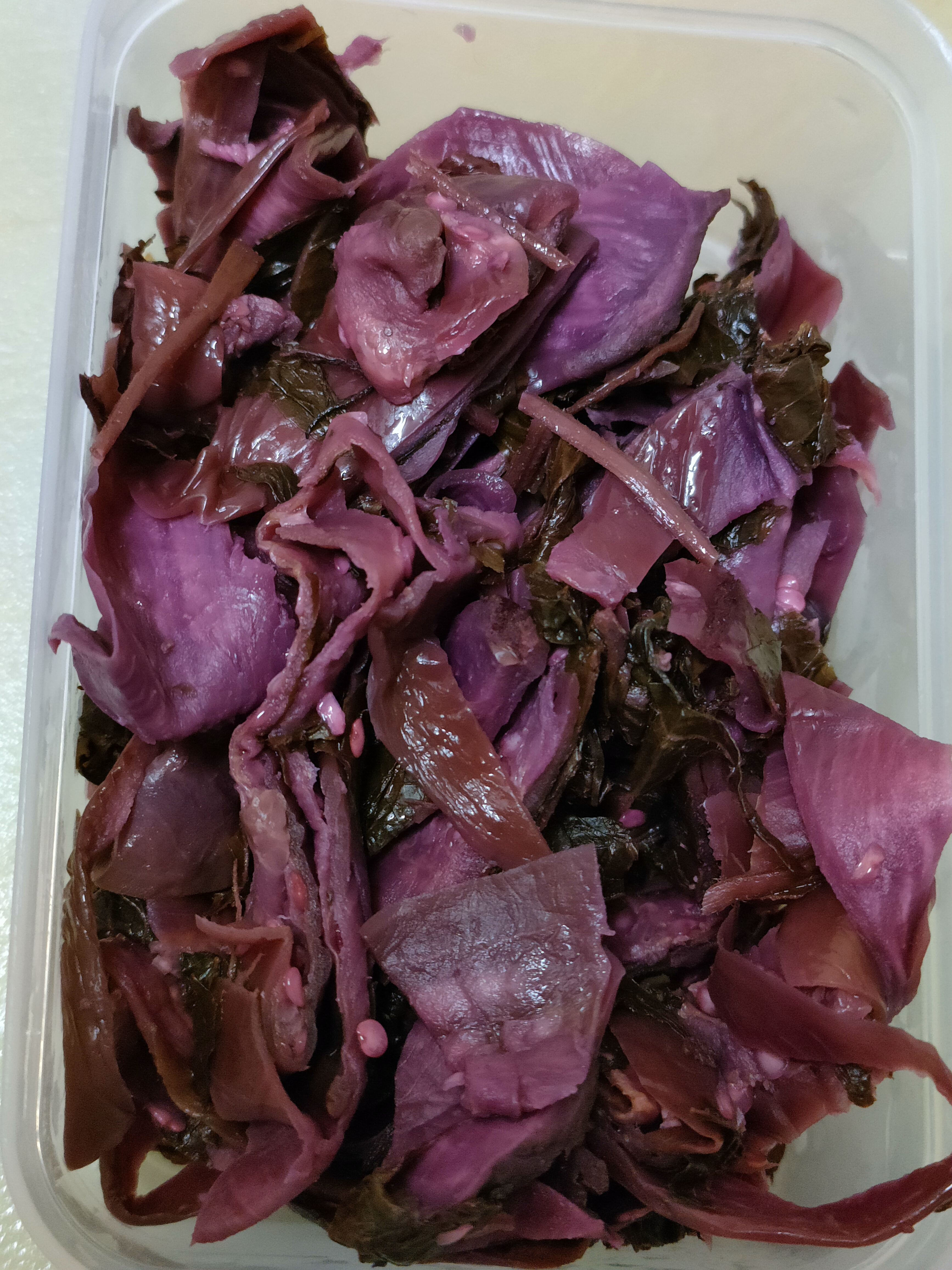
京都大原産発酵しば漬

柴漬（しばづけ）は、茄子を主体に、青唐辛子、胡瓜、紫蘇などを塩に漬け乳酸発酵させたもので塩漬に分類される漬物。すぐき漬けや千枚漬けと共に京都三大漬物とされる。平安時代の僧侶である聖応大師の発案とされる。
現代では、塩蔵キュウリを主体として、茄子、生姜、紫蘇の葉、茗荷などとともに脱塩圧搾して加工した調味酢に漬けた調味漬（しば漬風調味酢漬）が多い。
柴漬は元来は「紫葉漬け」であり「紫葉」とは赤紫蘇のことである。京郊外の大原は赤紫蘇が名産であった。平家滅亡後に大原に隠棲した建礼門院（平徳子）が、寂光院に隠棲した際に里人の差し入れた漬物を気に入った。そこから「紫葉の漬物＝紫葉漬け」と名付けたという伝承がある。